# Marcellus Wiley
(en) Statistiques sur pro-football-reference
Marcellus Wiley, né le 30 novembre 1974, est un ancien footballeur américain et un animateur sportif de différentes chaînes américaines. Marcellus Wiley a évolué au poste d'ailier défensif durant 10 saisons dans la Ligue Nationale de Football -  National Football League (NFL) - entre 1997 et 2006.
Il anime le podcast More To it et a co-animé SportsNation sur la grande chaîne sportive ESPN. On le retrouve également dans diverses émissions de radios américaines.
En 2018, il publie un livre intitulé : Never Shut Up: The Life, Opinions, and Unexpected Adventures of an NFL Outlier.

## Biographie

### Enfance
Marcellus Vernon Wiley Sr est né le 30 novembre 1974 dans l'état de Californie. Au lycée, il pratique dans le même temps l'athlétisme et le football américain, avant de se spécialiser dans le football américain, sport dans lequel il reçoit de nombreuses offres d'universités prestigieuses. Âgé de 14 ans, il devient champion national de dactylographie, avec 82 mots par minute.

### Carrière Universitaire
Il rejoint l'Université de Columbia où il occupe différentes positions. Il est nommé capitaine des Lions et mène son équipe à une saison de 8 victoires pour 2 défaites, le plus grand nombre de victoires des Lions depuis 1945. Willey se classe comme un choix de la première équipe All-American et All-Ivy League, et est diplômé de Columbia en 1997 avec un diplôme en sociologie.

### Carrière professionnelle
M. Wiley est sélectionné avec le 52e choix du deuxième tour de la Draft NFL 1997 par les Buffalo Bills. Wiley commence sa carrière professionnelle principalement en tant que lanceur de passes dans certaines situations, enregistrant neuf sacs au cours de ses trois premières années. En 2000, Wiley subit une opération de réparation de disque (chirurgie discale), manquant la pré-saison. Il profite cependant du départ du titulaire indiscutable Bruce Smith pour occuper son poste à l'extrémité défensive des Billes et starté lors de la journée d'ouverture.
Il est sélectionné dans l'équipe AFC Pro Bowl en 2001 en tant que chargeur mais ne gagne aucun titre, ou autres distinctions majeures.

### NFL statistiques
| Année    | Équipe | Matchs | Blocage Combiné | Blocage | Tacles Assisté | Sacks | Balles Perdues Provoquées | Balles Perdues Récupérées |
| -------- | ------ | ------ | --------------- | ------- | -------------- | ----- | ------------------------- | ------------------------- |
| 1997     | BUF    | 16     | 15              | 11      | 4              | 0.0   | 1                         | 1                         |
| 1998     | BUF    | 16     | 24              | 17      | 7              | 3.5   | 0                         | 1                         |
| 1999     | BUF    | 16     | 25              | 19      | 6              | 5.0   | 0                         | 0                         |
| 2000     | BUF    | 16     | 65              | 40      | 25             | 10.5  | 3                         | 1                         |
| 2001     | SD     | 14     | 48              | 38      | 10             | 13.0  | 5                         | 0                         |
| 2002     | SD     | 14     | 35              | 30      | 5              | 6.0   | 1                         | 0                         |
| 2003     | SD     | 16     | 51              | 38      | 13             | 3.0   | 2                         | 1                         |
| 2004     | DAL    | 16     | 38              | 31      | 7              | 3.0   | 1                         | 0                         |
| 2005     | JAX    | 11     | 6               | 6       | 0              | 0.0   | 0                         | 0                         |
| 2006     | JAX    | 12     | 13              | 8       | 5              | 0.0   | 0                         | 0                         |
| Carrière |        | 147    | 320             | 238     | 82             | 44.0  | 13                        | 4                         |

### Après - carrière
Pour débuter Wiley s'inscrit comme l'un des fondateurs de Prolebrity, une communauté sportive où les athlètes professionnels expriment leurs points de vue, font connaître leurs entreprises, œuvres de bienfaisance et événements, et se connectent avec d'autres athlètes, fans et opportunités commerciales.
Il co-anime par la suite de nombreuses émissions télévisées de sports américaines, telles que SportsNation ou Winners Bracket. Il anime également des émissions de radio entre 2013 et 2018.
Le 13 juillet 2018, Wiley quitte son poste chez ESPN et rejoint FS1 en tant que co-animateur de Speak for Yourself aux côtés de Jason Whitlock,. La même année, il publie le livre Never Shut Up: The Life, Opinions, and Unexpected Adventures of an NFL Outsider.
En 2022, Wiley commence à héberger le podcast More To It, dans le cadre du Dan Patrick Podcast Network,. Ses premiers invités sont Lil' Wayne, Bruce Smith et LaDainian Tomlinson.